# Piledriver (wrestling)

Animazione della mossa Piledriver

Il piledriver è una mossa del wrestling nella quale il lottatore mette la testa dell'avversario in mezzo alle sue gambe, lo alza girandolo gambe all'aria, e lo lascia cadere sedendosi o inginocchiandosi, guidando la testa della vittima a collidere con il suolo. Le piledriver che finiscono in una posizione seduta si chiamano sit-out piledriver.
Le più comuni piledriver sono pancia a schiena, o Texas piledriver, e le pancia a pancia come la tombstone piledriver, ma esistono diverse varianti.
L'uso del piledriver è considerato squalifica nei match wrestling tenuti a Memphis, Tennessee, perché è stata bandita in questa città. In Messico, la mossa (chiamata "Martinete") comporta una squalifica. "Martinete" si riferisce di solito alla tombstone piledriver, ma è anche usata per altre varianti.
In WWE la mossa è stata bandita, a causa della sua pericolosità.

## Variazioni

### Back to belly piledriver

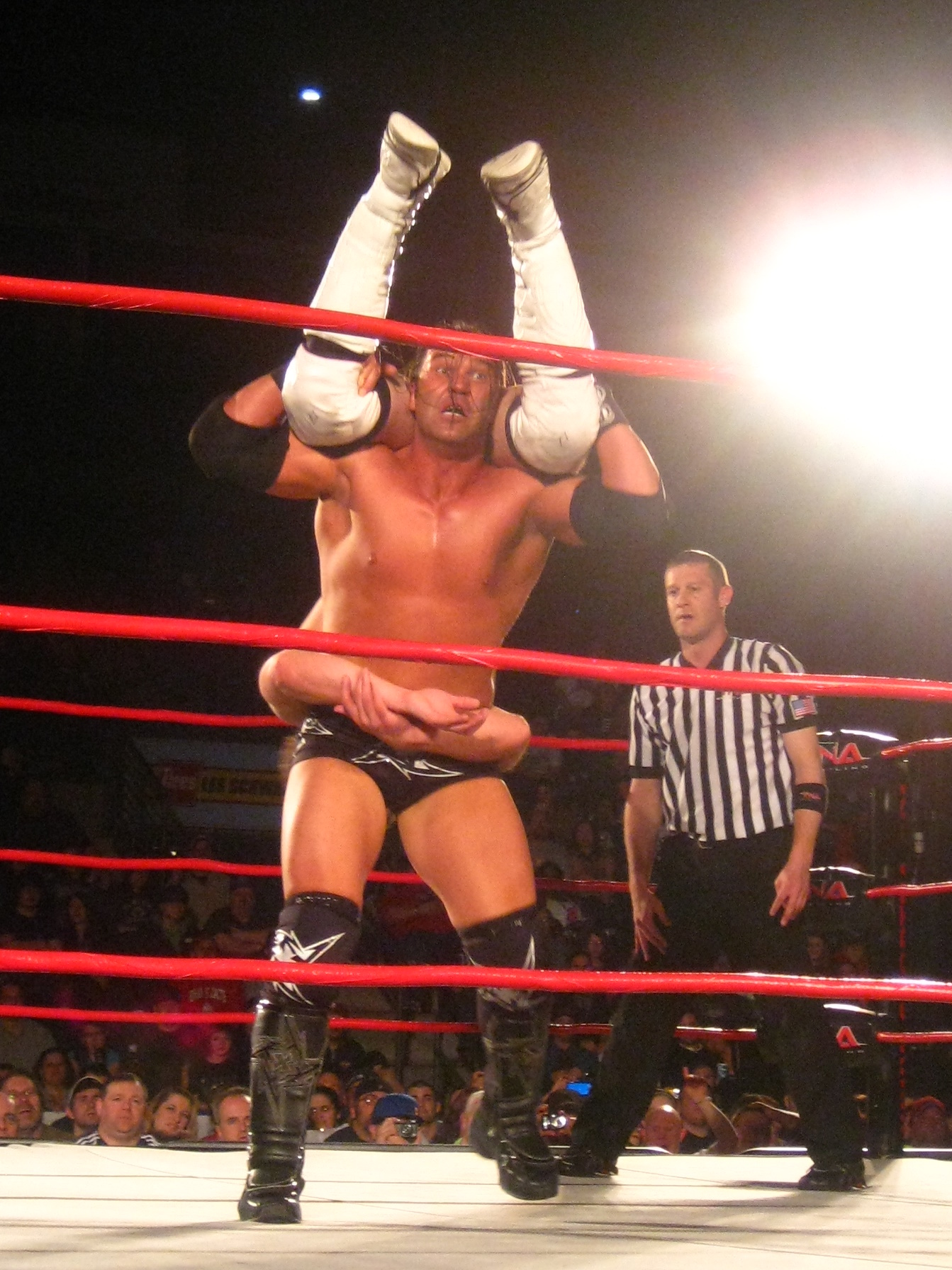

In questa variante l'esecutore, piegato in avanti, solleva l'avversario mettendo la propria testa tra le gambe della vittima (similmente all'Alabama slam). Da questa posizione l'esecutore cade in ginocchio facendo impattare la testa dell'avversario a terra. La paternità di questa mossa si deve al nipponico Takao Ōmori che la utilizza con il nome di Axe Guillotine Driver.
Una popolare variante della mossa consiste nel cadere seduti anziché in ginocchio.
Un'altra variante di questa mossa è il cradle back to belly piledriver (conosciuto anche come Sunset Driver), dove l'esecutore, subito dopo il caricamento, blocca le gambe dell'avversario sotto le proprie ascelle, cade in ginocchio facendo impattare la testa dell'avversario a terra. Questa posizione favorisce lo schienamento immediato in stile hurracanrana.

### Cradle piledriver

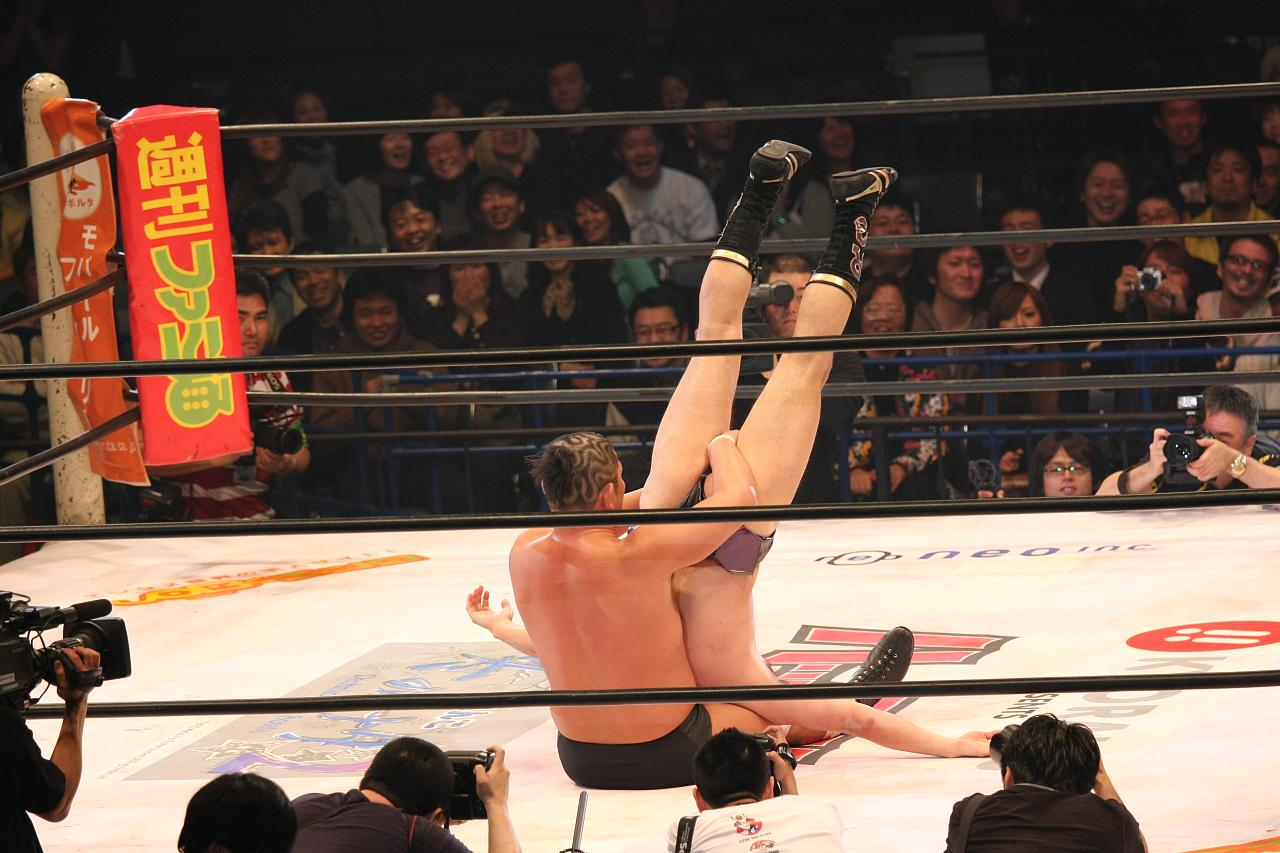

Simile al Texas piledriver con l'aggiunta di una leg lock. Da una posizione in cui la vittima è piegata in avanti contro il corpo del wrestler, il lottatore prende attorno al corpo dell'avversario e lo alza così che la vittima è tenuta al contrario di fronte alla stessa direzione del wrestler. Poi il wrestler aggancia le sue braccia attorno a una gamba della vittima e cade seduto o in ginocchio con la testa della vittima tra le cosce che cade sul ring.

### Aided Piledriver
Qualsiasi mossa a doppia squadra in cui un lottatore aiuta un altro a eseguire un piledriver su un avversario spingendo verso il basso sulle gambe dell'avversario per un maggiore impatto. In una variazione della mossa, il secondo lottatore salta giù dal tenditore mentre spinge i piedi dell'avversario verso il basso per ancora più danni; questo è ben noto come un piledriver a punta (da non confondere con un piledriver a punta singola ).

### Double underhook piledriver
In questa mossa il lottatore piega l'avversario in avanti, mettendo la testa della vittima tra le gambe ed eseguendo un double underhook (aggancia ogni braccio dell'avversario dietro la schiena dello stesso). Poi lo tira per le braccia sollevandolo in modo che la vittima si trovi con il volto nella stessa direzione del wrestler, e poi cade seduto o in ginocchio con la testa della vittima tra le cosce che impatta con il ring.

### Flip Piledriver

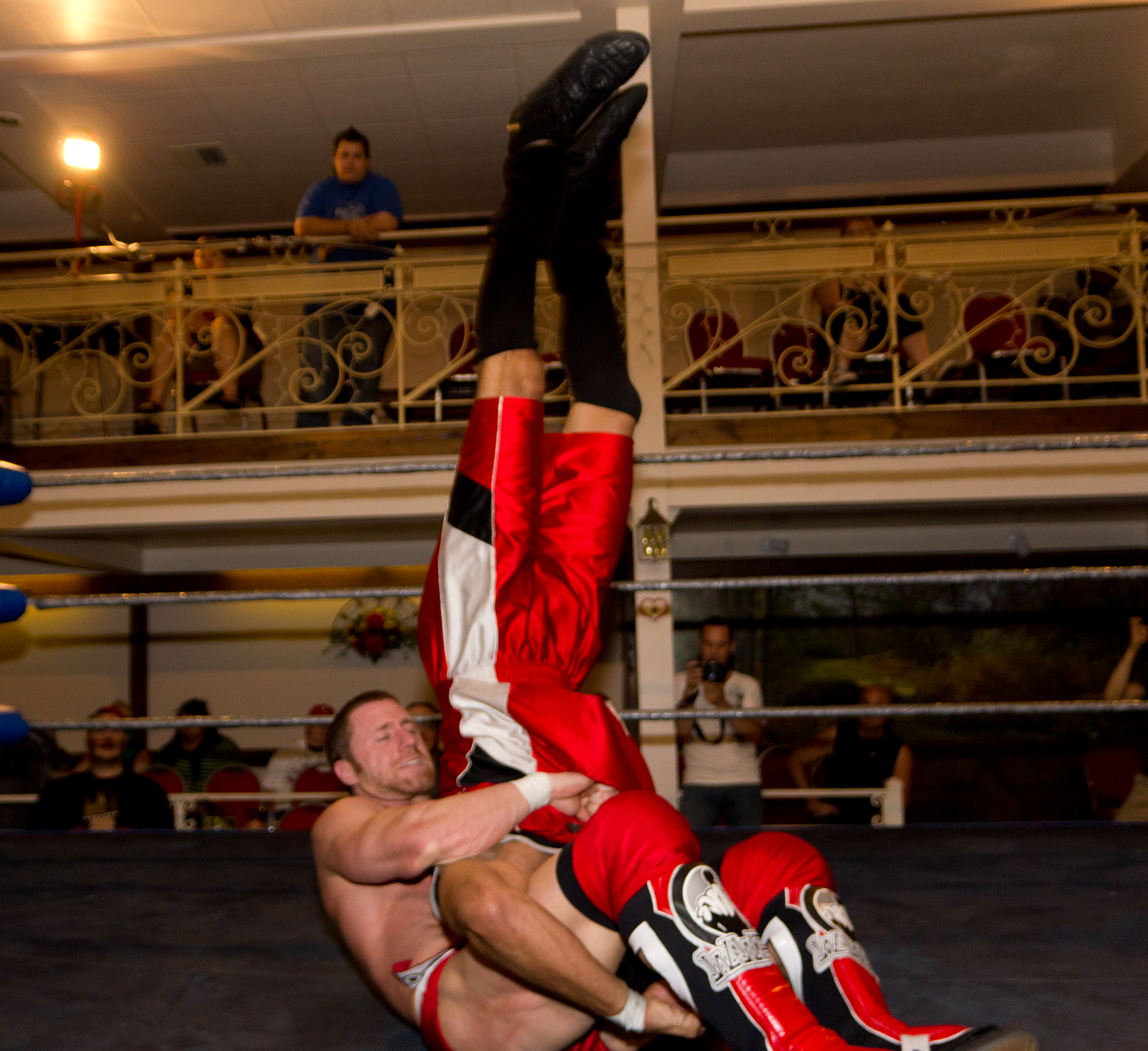

La mossa, resa famosa da Petey Williams, noto anche come Canadian Destroyer , Destroyer o un sunset flip piledriver, inizia in una posizione in cui l'avversario è piegato in avanti contro la parte centrale del lottatore. Il lottatore quindi afferra la parte centrale dell'avversario attaccandosi alla schiena dell'avversario, con la testa su un lato dei fianchi dell'avversario o tra le gambe, mantenendo le gambe attorno alla testa dell'avversario. Da questa posizione il lottatore si spinge via dal tappeto con le gambe per capovolgere l'avversario. Mentre entrambi i lottatori si girano, il lottatore attaccante usa il proprio peso corporeo per atterrare in posizione seduta spingendo la testa dell'avversario sul tappeto tra le cosce del lottatore.

### Front Flip piledriver

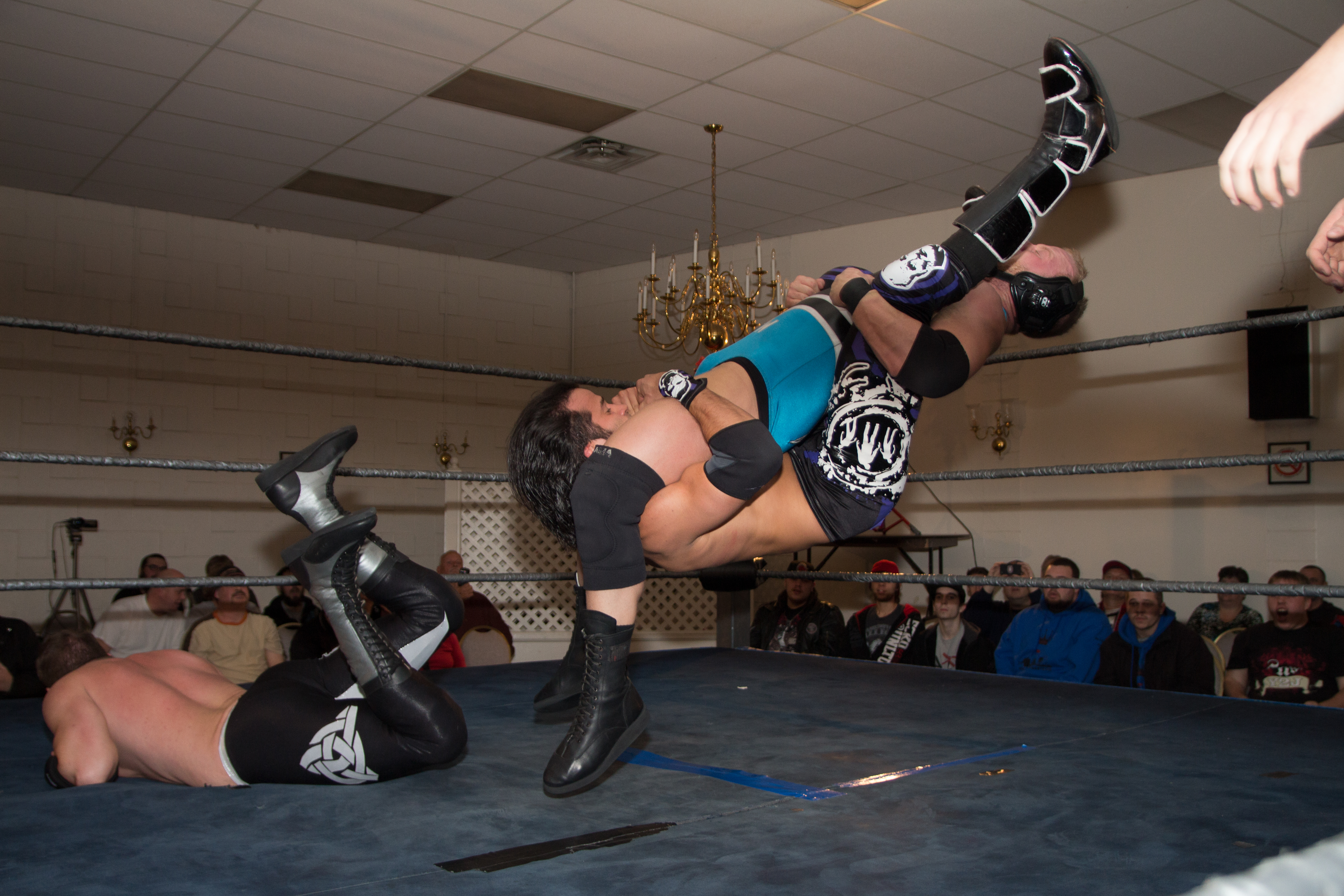

Simile al Texas piledriver, ad eccezione che in questo caso il wrestler, dopo aver posizionato la testa dell'avversario tra le cosce, cinge le proprie braccia attorno alla vita dell'avversario. Successivamente, compie un sunset flip mantenendo sempre la presa, in modo tale da compiere una rotazione di 360° e di concludere la mossa seduto, proprio come in una normale piledriver.

### Argentine Piledriver
La mossa viene eseguita da una posizione argentina backbreaker rack (a faccia in su, con il collo e una gamba cullati). Il lottatore spinge l'avversario in avanti tenendo la gamba dell'avversario con un braccio e la testa con l'altro braccio, quindi si siede, spingendo l'avversario a terra prima di tutto.

### Backflip Piledriver
L'utente si avvicina a un avversario da dietro e gli afferra il busto con le gambe, in modo simile a una forbice per il corpo. L'utente quindi sposta il proprio peso per rotolare improvvisamente all'indietro fino a quando non è prono, trascinando l'avversario dietro di sé in modo che il collo colpisca il suolo con un movimento fluido.

### Pulling Piledriver
Conosciuto anche come stump piledriver e Cactus Driver (dal nome di Cactus Jack, uno degli alter ego di Mick Foley), questa è una variante del piledriver in cui, invece di avvolgere le braccia attorno alla vita dell'avversario, un lottatore afferra la parte posteriore del cintura dei collant di un avversario per sollevarli a testa in giù prima di cadere in posizione seduta. 

### Reverse piledriver
Chiamata anche Belly to Belly piledriver. Il lottatore prende per la vita l'avversario e lo gira alla rovescia. L'esecutore poi cade seduto, guidando la testa dell'avversario al tappeto tra le proprie cosce.

### Kneeling reverse piledriver

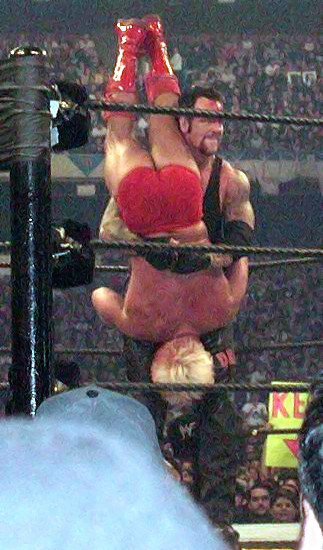
Undertaker esegue la Tombstone Piledriver su Ric Flair a WrestleMania X8

Nota per essere la finisher di The Undertaker col nome di Tombstone Piledriver.
In questa variazione della Reverse Piledriver il wrestler fronteggia l'avversario, lo prende per la vita e lo gira alla rovescia mettendolo sopra una spalla, poi piano lo fa scendere tenendolo premuto contro il proprio addome, oppure può catturare la vittima con un Sidewalk Slam per sollevarla nella posizione verticale.
Il lottatore quindi cade con le ginocchia invece di sedersi (oppure salta), schiantando la testa dell'avversario sul ring. Esistono diverse varianti, come una in cui l'esecutore esegue una rotazione di 180° prima di far cadere l'avversario, oppure un'ulteriore variante saltando dalla seconda corda.

### Pumphandle Reverse Piledriver
Questa variazione vede un lottatore attaccante prima bloccare un avversario nella presa della maniglia della pompa prima di utilizzare la presa per sollevare l'avversario sopra la spalla del lottatore attaccante. Da qui il lottatore attaccante porta l'avversario nella posizione pancia a pancia prima di sedersi per un piledriver inverso con la testa dell'avversario che colpisce il tappeto tra le gambe del lottatore attaccante.

### Kryptonite Krunch Piledriver

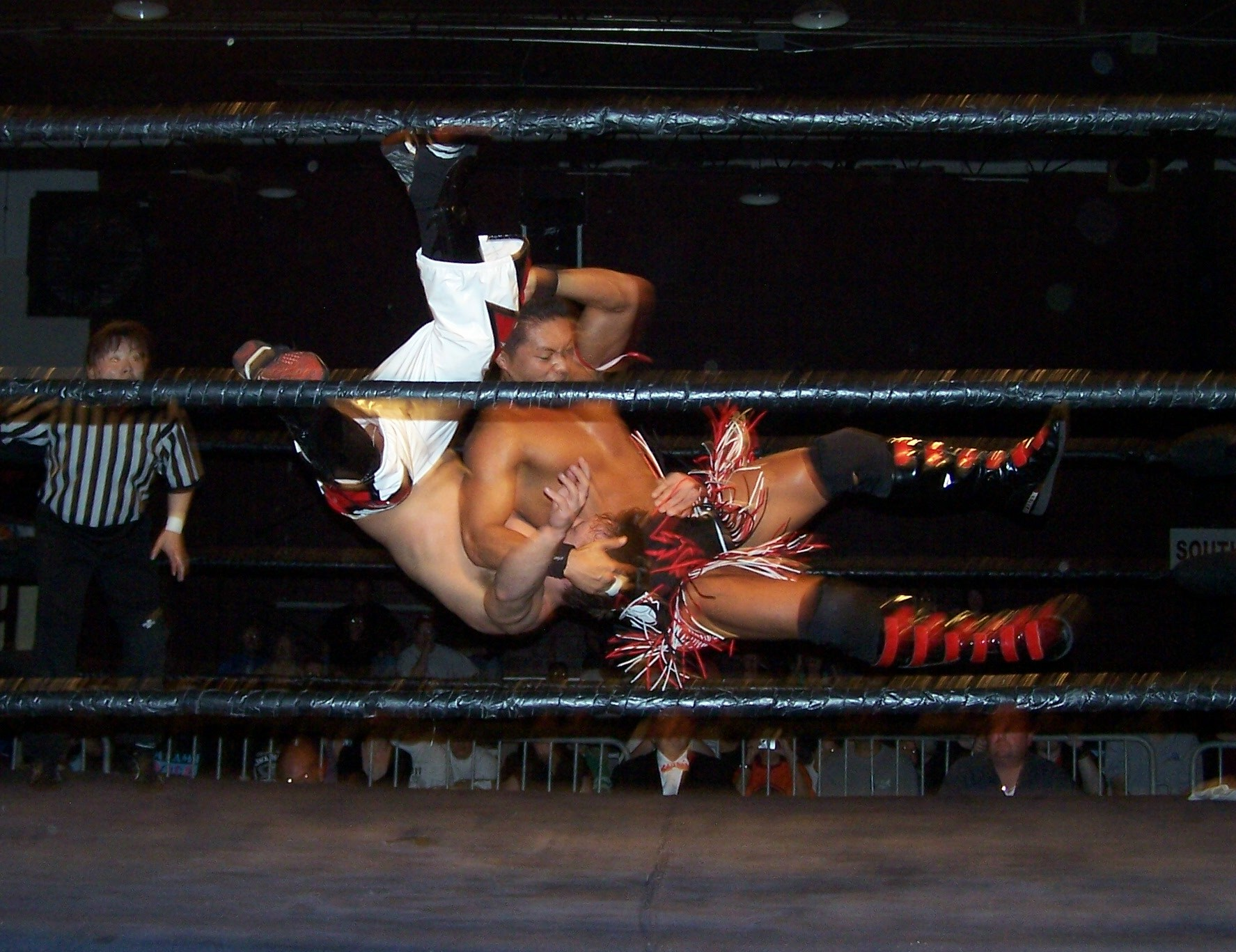

Anche chiamata Air Raid Crash e con il nome tecnico over the shoulder back to belly piledriver. L'attaccante mette sulle spalle la vittima innestandolo attorno alle ginocchia e lo alza nelle sue spalle così che la testa della vittima dondoli sulla vita dell'attaccante. Il wrestler poi tiene la vittima in posizione tenendo la sua gamba con un braccio e applica un headlock alla vittima con l'altro braccio. La vittima ora è piegata in un cerchio. Poi l'esecutore cade seduto, mettendo la testa della vittima per terra.

### Pumphandle Back To Belly Piledriver
L'utente di questa mossa inizia prima mettendo l'avversario in una posizione a pompa , quindi sollevandolo in aria perpendicolarmente al suolo e capovolto, ruotandolo in modo che la schiena sia contro il petto. L'utente procede quindi a cadere in posizione seduta, lasciando cadere l'avversario sulla testa, sul collo e/o sulle spalle. 

### Package piledriver

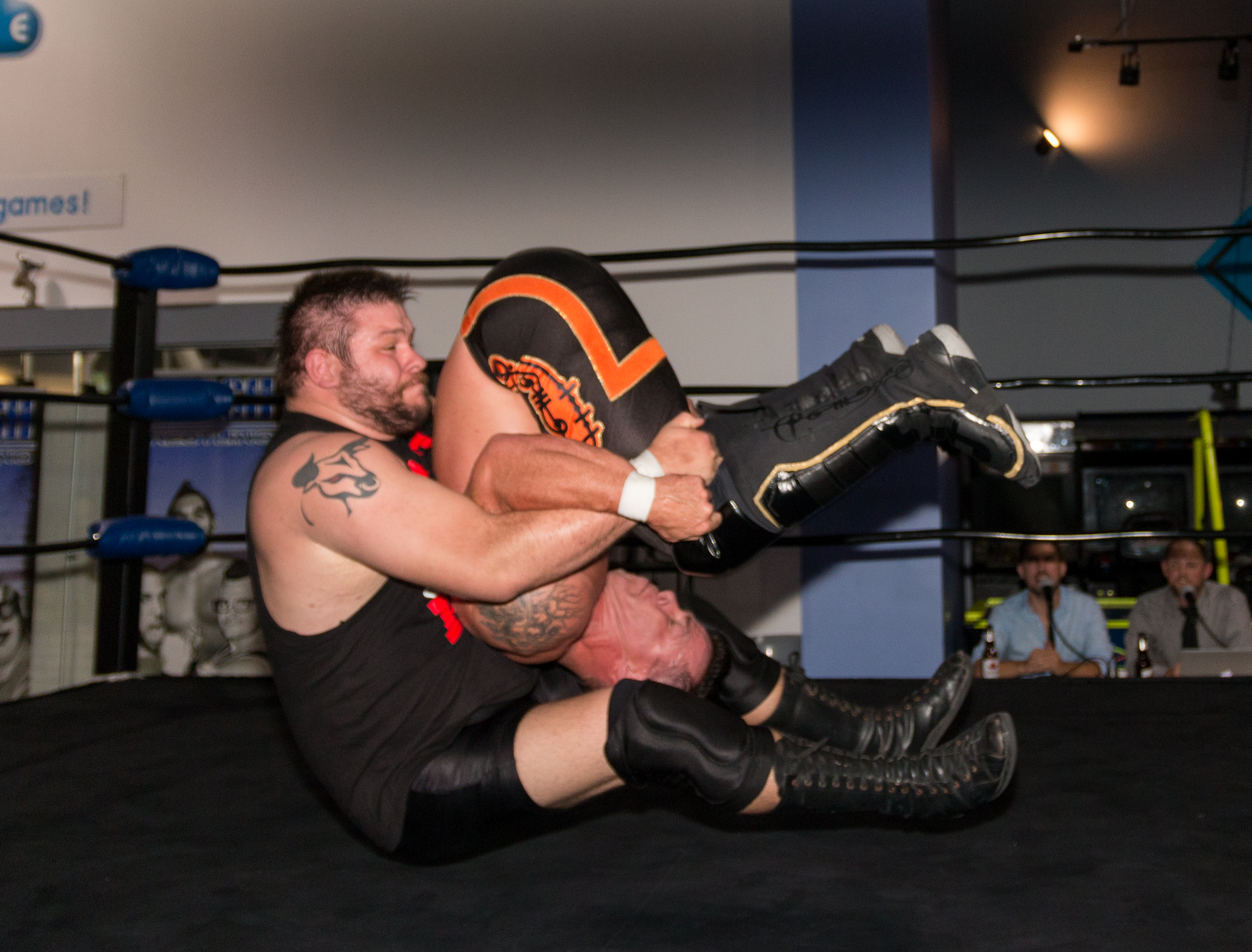

Un piledriver a pacchetto è quasi lo stesso di un piledriver base pancia a schiena, ma invece di afferrare la vita dell'avversario, il lottatore mette le braccia sotto le braccia dell'avversario e gli afferra le gambe per le ginocchia. Il lottatore quindi si alza in piedi, sollevando l'avversario finché non è capovolto, e cade in posizione seduta con la testa dell'avversario tra le cosce. Esiste anche una versione di questa mossa che può essere eseguita senza sganciare le braccia dell'avversario.
Esiste anche una versione invertita della mossa in cui un lottatore attaccante raggiunge tra le gambe di un avversario con un braccio e raggiunge la schiena di quell'avversario dallo stesso lato con l'altro braccio prima di sollevare l'avversario a testa in giù in una posizione pancia a pancia . L'attaccante quindi afferra le gambe dell'avversario per le ginocchia, salta in piedi, poi cade in posizione seduta con la testa dell'avversario tra le cosce.

### Cross-Arm Piledriver
Da una posizione in cui l'avversario è piegato in avanti contro la parte centrale del lottatore, il lottatore attaccante incrocia le braccia dell'avversario tra le gambe (una doppia maniglia a pompa) prima di sollevare l'avversario in posizione verticale e spingerlo verso il basso tra le braccia del lottatore attaccante.

### Scoop side piledriver
L'esecutore fa passare il suo braccio destro tra le gambe dell'avversario e quello sinistro intorno al collo. A questo punto l'avversario subisce una rotazione in maniera tale da trovarsi a testa in giù; l'esecutore sposta il braccio sinistro dal collo e con esso avvinghia il dorso. A questo punto l'esecutore effettua un salto e si mette a sedere e facendo battere a terra la testa e la spalla dell'avversario.

### Scoop slam piledriver
Avendo l'avversario di fronte, il lottatore mette una mano fra le gambe della vittima, mentre con l'altra circonda il collo della stessa. Poi alza la vittima rigirandolo a testa in giù come nello Scoop slam. 
Infine l'esecutore si inginocchia tenendo la testa della vittima fra le gambe, mandandola con spalle e collo al tappeto.
La variazione in cui l'esecutore ricade seduto a gambe larghe e non inginocchiato prende il nome di Michinoku Driver.

### Sitout scoop slam piledriver
Detta anche Michinoku Driver II, consiste nell'effettuare una presa in bodyslam sull'avversario, e poi l'esecutore lo fa cadere a terra accompagnandolo sedendosi e, quindi, facendolo cadere in mezzo alle proprie gambe.
Di questa mossa ne esiste una variante dove l'esecutore, invece di afferrare l'avversario con una presa in bodyslam, lo afferra in posizione di fisherman suplex e, dopo averlo sollevato sempre in posizione fisherman, gli fa compiere una rapida rotazione di 180° e lo fa cadere al suolo con la schiena come nella parte finale della Michinoku Driver II.

### Texas piledriver

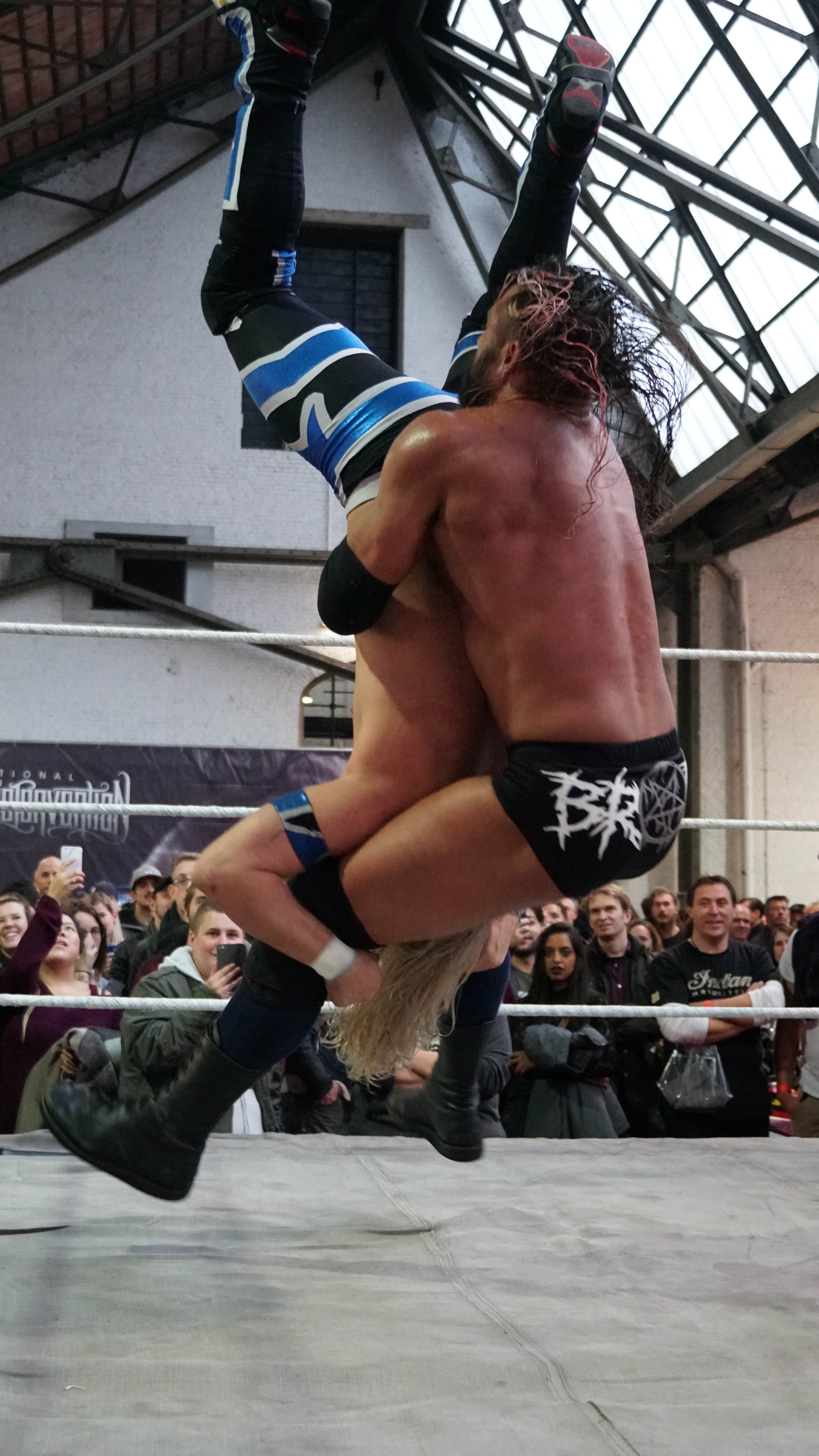

Conosciuto anche come belly-to-back piledriver, è la classica tecnica di piledriver. Si parte dalla stessa posizione dello Spike piledriver e termina con l'impatto a terra della testa dell'avversario tra le gambe dell'esecutore.

### Spike piledriver

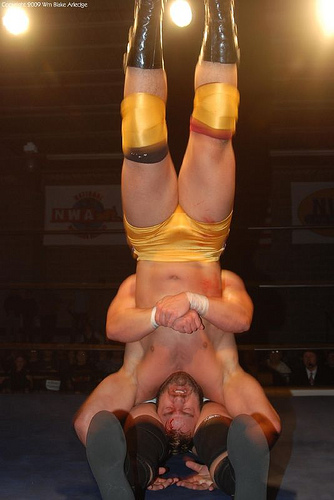

Conosciuto anche come Stuff Piledriver o Jumping Piledriver. L'avversario è inizialmente piegato in avanti, con la testa in direzione della pancia dell'esecutore; viene quindi preso all'altezza della pancia ed innalzato in modo che entrambi guardino nella stessa direzione. L'esecutore a questo punto salta e cade sedendosi.

### Kneeling Belly To Back Piledriver
Una variazione del piledriver era invece di cadere in posizione seduta come nel piledriver base pancia contro schiena, il lottatore cade in posizione inginocchiata. Viene spesso definita lapide rovesciata.

### Back To Back Piledriver/Vertabreaker
L'esecutore pone l'avversario chinato davanti a sé a 90°, dando quindi l'idea di voler eseguire una piledriver, solo che, invece, applica un Reverse Underhook, prendendo il braccio destro dell'avversario con il proprio braccio destro, e il sinistro con il proprio sinistro. Così facendo, l'esecutore si trova schiena a schiena con l'avversario. A questo punto il wrestler che sta effettuando la mossa gira su sé stesso, in modo da trovarsi con il viso rivolto a terra e con l'avversario che poggia la sua schiena sulla propria. L'esecutore si alza, mettendo l'avversario a testa in giù ma mantenendolo grazie alle braccia; a questo punto l'esecutore si siede facendo battere la testa all'avversario.

### Suplex piledriver
Il lottatore applica una front facelock all'avversario, aggancia il braccio più vicino della vittima sulla sua spalla e lo solleva in posizione Vertical Suplex. Il lottatore ruota la vittima di 180°, forzando l'avversario in posizione Tombstone piledriver, quindi cade seduto, guidando la testa dell'avversario sul ring.

### Wheelbarrow Piledriver
Simile al facebuster della carriola ma invece di far cadere prima la faccia dell'avversario, lo lasciano cadere in modo che l'avversario atterri sulla parte superiore della schiena e sul collo tra le gambe del lottatore, rivolto verso di loro di solito risultando in uno spillo.